# Kebechet
Kebechet var en gudinde for oversvømmelser, samt en personifikation af vandet, der blev benyttet i dødekultens rensningsritualer. Hun var Anubis datter og hjalp kongen med hans opstigning til himlen.
Kebechet blev afbildet som en slange.